# ضربات المصارعة الحرة
حركات الهجوم تستخدم في المصارعة الحرة لوضع الخصم في مسكة إخضاع أو رمية، ولكل حركة من هذه الحركات -تقريبًا- اسم خاص بها. المصارعون المحترفين يطلقون على ضرباتهم القاضية أسماء مستعارة وليس اسم الضربة الحقيقي. وفي معظم الأحيان يصبح الاسم المستعار شعبيًا، ويستخدم بشكل عرفي بين الناس.
تحتوي المصارعة الحرة على لكمات وضربات أساسها من فنون القتال ورياضات قتالية أخرى، الحركات المذكورة أدناه محددة للمصارعة الحرة، وتوضع الضربات تحت أنواع معينة كلما أمكن.

## ضربة المرفق الخلفية
تسمى باللغة الإنجليزية Back Elbow أو reverse elbow. في هذا الهجوم يقابل المصارع خصمه بظهره -يكون الخصم يهاجم ركضًا- ويرفع مرفقه إلى الجهة التي يركض فيها الخصم. هذه ضربة شائعة تستخدم غالبًا عندما يكون المصارع في واقفًا في الزاوية.

## ضربة التصفيق المزدوجة
بالإنجليزية Bell clap يكون المصارع مقابلاً لخمصمه ويضربه بكلتا يديه على أذنيه لإخلال توازنه وتسمى في بعض الأحيان الساحقة Crusher وتستخدم غالبًا كدافع لمحاولة عناق الدب Bearhug.

## ضربات على الجسم
Body Press وتشمل الضربات التي يهوي المصارع بجسمه على جسم خصمه يكون الخصم مستلقيًا على ظهره، وقد يتم الهجوم بهذه الضربة أثناء المشي أو الركض أو القفز، وعادة يتحول هذا الهجوم إلى تثبيت.

### السقطة الكبيرة
Big Splash هنا يقفز ويهوي المصارع بجسمه -[بطن|البطن[ أولاً- على جسم الخصم -مستلقيًا على ظهره- وفي بعض الأحيان يركض المصارع المهاجم مسافة قصيرة.

### انهيار الجسم
Body avalanche يكون الخصم واقفًا في الزاوية، فيركض المصارع ويضربه بجسمه دون أن يغادر قدميه -يقفز-. تستخدم هذه الحركة غالبًا بالمصارعين من الوزن الثقيل جدًا.

### تقاطع الأجسام
Crossbody أو crossbody block يقفز المصارع ويصطدم بالخصم بشكل أفقي على جذع الخصم، مجبرًا الخصم على السقوط وفي معظم الأحيان تلحق الضربة بمحاولة تثبيت، وعادةً تستخدم هذه الضربة مع التحليق (أي السقوط من مكان مرتفع).

### سقطة لو ثيز
Lou Thesz أو Lou Thesz press يسقط المصارع على خصمه -واقف- بشكل عمودي فيسبب ذلك سقوط الخصم والمصارع جالس فوق صدره فيستطيع محاولة التثبيت أو المتابعة بلكمات.

### سقطة ستنقر
أي ٍStinger Splash اخترع هذه الحركة المصارع Sting ، يركض المصارع -بسرعة كبيرة- ويهاجم خصمه -واقف في الزاوية- بقفزة مائلة أو أفقية.

### السقطة العمودية
Vertical press يضرب المصارع خصمه -مقابله- بكامل جسمه بشكل مباشر فيجبره على السقوط.

## محطم برونكو
Bronco buster عندما يكون الخصم جالسًا في الزاوية، فيقوم المصارع بالوقوف على صدر خصمه والقفز أعلى وأسفل، تشتهر هذه الحركة في مصارعة السيدات.

## التقطيعات
بالإنجليزية Chops

### قطعة راحة اليد
Backhand chop عندما يضرب المصارع صدر خصمه براحة يده، هذه الضربة تلقى شعبية كبيرة ويستخدمها معظم المصارعون.

### التقاطع
Cross Chop يضع المصارع يداه على شكل (X) أو التقاطع، ويضرب صدر الخصم بكلتا يديه.بدون مور

### قطعة كاساجوري
Kesagiri chop تطابق قطعة راحة اليد ولكن إلى مؤخرة عنق الخصم.

### القطعة المنغولية
Mongolian chop عندما يضرب المصارع خصمه بكلتاه يديه على الرقبة أو الأكتاف.

### القطعة العلوية
Overhead chop يسقط المصارع يديه على رأس خصمه من الأعلى.

## حركات كلوذلاين
Clothesline عندما يركض المصارع نحو الآخر ويرفع ذراعه إلى الجانب، ويصيب الخصم في عنقه أو صدره مما يجبره على السقوط. وكثيرًا ما يخلط الناس هذه الحركة مع حركة «لاريت» lariat.

### كلوذلاين كاتكس
Cactus clothesline استخدمت هذه الحركة من قبل «مك فولي» Mick Foley وسميت باسمه في الحلبات Cactus Jack ، يركض المصارع المهاجم ويصدم الخصم -المستند على الحبال- بيده بطريقة كلوذلاين فيجبره على السقوط خارج الحلبة من فوق الحبال.

### كلوذلاين الزاوية
Corner clothesline يهاجم المصارع خصمه -واقف في الزاوية- ويسدد له حركة كلوذلاين.

### كلوذلاين الطائر
Flying clothesline في أثناء الركض تجاه الخصم يقفز المصارع قبل أن يصطدم بخصمه بحركة كلوذلاين.

### كلوذلاين القصير
Short-arm clothesline يسحب المصارع خصمه تجاهه -من ذراعه- ويسدد له حركة كلوذلاين.

## مقبض الفأس المزدوج
Double axe handle يغلق المصارع كلتا قبضتيه معًا ويسدد للخصم ضربة على الظهر أو العنق أو الصدر، وقد يقفز المصارع في هذه الضربة أو يحلق من مكان مرتفع.

## السقوط الحر
Drops عندما يسقط المصارع على خصمه الملقى على الأرض ويهوي على جزء محدد من الجسم

## ضربة التحطيم بالمرفق
Elbow smash يضرب المصارع خصمه بمرفقه على جهة الصدر، ولكن يتظاهر أولاً أنه سينفذ لكمة عادية.

## سحق الوجه
Facewash عندما يكون الخصم جالسًا في الزاوية يمسح المصارع حذاءه بوجه خصمه بشكل متكرر، وعادة تتبع هذه الحركة بـ «ركلة أثناء الركض»، أو «ضربة ركبة أثناء الركض».

## ضربةساعداليد
يسقط المصارع خصمه من رأسه أو شعره ويضربه بساعده على صدره.

## ضربات التحطيمبالساعد
Forearm smash يركض المصارع ويسدد لخصمه ضربة بساعد يده على وجه الخصم أو صدره ما يسبب السقوط.

### ضربة الساعد الطائرة
Flying forearm smash يركض المصارع تجاه خصمه ويفقز ثم يسدد ضربة بساعده.

### ضربة الساعد مع الانزلاق
Sliding forearm smash يهاجم المصارع خصمه ركضًا -الخصم جالس على الأرض- وينزلق ثم يسدد ضربة بساعده.

## ضربات الرأس
Headbutt يستخدم المصارع رأسه ليضرب خصمه عادة على رأس خصمه.

### ضربة الرأس الأمامية
Battering ram يقابل المصارع خصمه، فينزل ويضرب صدر خصمه برأسه وفي بعض الأحيان يتم القفز في ذلك.

### ضربة الرأس مع الإعاقة
Trapping headbutts يمسك المصارع أيدي خصمه بين يده وجذعه، ويهاجمه بعدة ضربات رأس على صدره.

## ضربات الركبة
Knee strikes يستخدم المصارع ركبته للهجوم على خصمه.

### ضربة النوم
Go 2 Sleep يحمل المصارع خصمه على أكتافه ويسقطه من الأمام ويرفع ركبته لتضرب ذقن الخصم.

### ضربة الركبة العالية
High knee يركض المصارع تجاه خصمه ويقفز ليضرب خصمه بركبته غالبًا على الرأس أو الوجه.

### الساحر اللامع
Shining Wizard يجب أن يكون الخصم جالسًا على ركبة واحدة. يهاجم المصارع ويضرب خصمه بالركبة في الوجه أو الذقن.

## ضربة المؤخرة
Hip attack يقفز المصارع وينقلب في الهواء ليضرب خصمه بمؤخرته على الوجه أو الصدر. عادة تستخدم هذه الضربة أثناء الركض.

## الركلات
Kicks يستخدم المصارع رجله لتسديد ضربة إلى الخصم.

### ركلة الشقلبة الخلفية
Backflip kick عندما يكون المصارع مواجه الخصم بظهره -يقابلون نفس الجهة- ينقلب المصارع إلى الوراء ويسدد ركلة للخصم.

### الجزمة الكبيرة
Big boot تطبق هذه الضربة عادةً على الخصم المهاجم ركضًا، فيرفع المهاجم رجله ليضع الجزمة في الجزء العلوي من جسم خصمه أو رأسه، يطبق هذه الضربة المصارعون أصحاب القامة الطويلة، تعتبر هذه الضربة من أقوى الضربات مع أن المصارع المهاجم لا يتحرك من مكانه، ولكن الخصم هو الذي يركض إلى الجزمة، وبسبب طول القامة يكون من السهل الوصول إلى رأس الخصم.

### ركلة الدراجة
Bicycle kick يقفز المصارع ويرفع كلا رجليه بشكل متقاطع ويضرب بأحدهما.

### سوط التنين
Dragon whip عندما يركل المصارع خصمه قد يمسك برجله ويدفعها بعيدًا عنه، فيقوم المصارع بإكمال دورة كاملة وتوجيه ضربة بكعب الرجل إلى الخصم.

### السقوط مع الركلة
Dropkick يقفز المصارع ويضرب الخصم بكلتا رجليه في نفس الوقت، وثم يسقط على ضهره أو جانبه، تشيع هذه الضربة عند المصارعين الأخف وزنًا الذين يستطيعون الاستفادة من لياقتهم.

### إنزوقيري
Enzuigiri الجزء الأول من الكلمة «إنزو» Enzu يعني باليابانية جزء من الدماغ والجزء الثاني «قيري» Giri يعني القطع أو التقطيع، وهو أي هجوم يستهدف الجزء الخلفي من رأس المصارع، وتستخدم من قبل المصارعين الأخف وزنًا، أو المصارعين أصحاب الخلفية في فنون القتال. تستخدم هذه الضربة عادةً كهجوم مضاد لمسك الرجل. شاهد الضربة على يوتيوب

### ركلة كرة القدم
Football kick عندما يكون الخصم جالسًا على الأرضية، يركله المصارع -من الخلف- فتضرب القدم منتصف العمود الفقري وتضرب الساق الجزء الخلفي من الرأس.

### الركلة العلوية
Jumping high kick يقفز المصارع ويركل الخصم في رأسه، عادة تخلط هذه الضربة مع ضربة إنزوقيري ↑ بسبب التشابه في طبيعة الحركة.

### العرقلة
Legsweep ينزل المصارع إلى ركبة واحدة ويمد رجله الأخرى ويمحور جسمه بسرعة، مما يسبب عرقلة رجل الخصم والسقوط.

### ركلة مولي
Mule kick عندما يكون الخصم مهاجمًا من الخلف ينحني المصارع ويدفع بقدمه إلى الوراء ليصيب الخصم بباطنها. وأحيانًا تستخدم بطريقة مزدوجة فيرفع الخصم كلتا قدميه.

### الركلة فوق الرأس
Overhead kick تشبه ركلة الشقلبة الخلفية يتظاهر المصارع بالسقوط على الأرض وثم يرفع رجليه ويركل إلى الأعلى ليصيب الخصم بقمة قدميه على الرأس عادة

### ذ بنت
The Punt تستخدم هذه الركلة في كرة القدم الأمريكية، يركض المصارع ويركل خصمه -المنحني- بقوة على رأسه. شاهد الضربة على يوتيوب.

### ركلة العجلة المتدحرجة
Rolling wheel kick يتدحرج المصارع تجاه الخصم الواقف ويمد رجله لتصيب الرأس، الظهر أو الصدر.

### ركلة المقص
Scissors kick تشبه حركة السقوط بالرجل ولكنها تستخدم على الخصم المنحني -و ليس المتمدد- مما يسبب له السقوط بوجهه أولاً على الأرضية. وتسمى أيضًا ركلة الفأس Axe Kick.

### ركلة شوت
Shoot kick ركلة عادية بالساق إلى وجه أو صدر الخصم.

### الركلة المنفردة
Sole kick يدور المصارع دورة كاملة، وفي نصف الضربة يسدد ركلة بشكل أفقي إلى بطن الخصم.

### ركلة الدوران
Spin kick الدوران يعطي الركلة قوة وسرعة لا يقفز الخصم ولا يركض، يدور فقط ويسدد الركلة.

### ركلة الكعب الدورانية
Spinning heel kick يدور المصارع حول نفسه 360 درجة، فيكون الجسم شبه أفقي قبل الاصطدام (الكعب بالوجه).

### التدويس
Stomp يدوس الخصم بشكل متكرر على أي جزء من جسم الخصم الملقى على الأرض.

### الركلة الخارقة
Super Kick ركلة عالية من قدم المهاجم إلى ذقن أو رأس الخصم.

### ركلة خدعة النمر
Tiger feint kick يقفز المصارع خلال الحبل الثاني (بين الحبل العلوي والأوسط -انظر حلبة المصارعة- أثناء التشبث بالحبل العلوي باليدين، ليظن الخصم والجمهور أن المصارع على وشك أن يقفز إلى خارج الحلبة، ولكنه يسحب نفسه إلى الداخل. تتطلب هذه الحركة مهارة ولياقة عاليتين، وتستخدم من قبل المصارعين الأصغر حجمًا خصوصًا في اليابان والمكسيك.

## ضربات «لاريات»
Lariat عندما يركض المصارع إلى الخصم ويضرب بيده ضربة فعلية (في حركات كلوذلاين لا يضرب الخصم بيده بل يمدها فقط) مما يسبب الاختلاط في هذين المصطلحين. عندما تطبق حركة لاريت إلى خلف رقبة المصارع وأكتافه تسمه «لاريت» الشمالية.

### لاريت اليد المثنية
Crooked arm lariat يركض المصارع لخصمه وتكون يده ممدودة وزاوية المرفق 60-90 درجة، ويضرب بها مما يجبر الخصم على السقوط.

### لاريت الطائرة
Flying lariat يستخدم المصارع الحبال للسرعة وينحني إلى الأمام أثناء القفز ويضرب الخصم بذراعه، مما يسقط الخصم بقوة.

### لاريت الإسقاط
Lariat takedown يركض المصارع ويلف ذراعه حول رقبة الخصم وثم يرفع رجليه خلف الخصم فيسحب المصارع إلى الأرض بقوة.

### لاريت الرجل
Leg lariat، يركض المصارع ويلف رجله حول رقبة الخصم -مع الركل- فيسبب السقوط.

## اللكمات
Punch، حركة بسيطة عندما تكون القبضة مغلقة عادة إلى الجسم أو الوجه، وهي ضربة قانونية ولا تسبب الإستبعاد، وعادة يحذر الحكم المصارع الذي ينهال باللكمات على خصمه عندما يكون قرب الحبال.

### لكمة القلب
Heart Punch، يرفع المصارع يد خصمه إلى فوق رأسه وأحيانًا إلى خلف رقبته، ويسدد لكمة إلى جانب القفص الصدري.

### اللكمات الصاعدة
Mounted punches، يكون الخصم مستندًا على زاوية الحلبة، ويقوم المصارع -و هو على الحبل الثاني أو الثالث- بتسديد لكمات إلى الوجه وعادةً يحسب الجمهور هذه اللكمات، وتقليديًا ينتهي إلى العشرة.

### القبضة الخلفية الدورانية
Spinning back fist، تسدد عادةً إلى خصم واقف أو جالس على أعلى الحبال في الزاوية، يدور المصارع حول نفسه ويسدد لكمة للخصم.

## الصفعات
Slap، عندما يسدد الخصم ضربة بقبضة مفتوحة أو بظهر كفه.

### الصفعة المزدوجة
Double slap، يسدد المصارع صفعة بكلتا يديه في نفس الوقت.

### صفعة بالم
Palm strike، يسدد المصارع صفعة بيده المفتوحة إلى ذقن الخصم.

## ضربات سنتان
Senton، تشبه «السقطة الكبيرة» ولكن المصارع يقفز مواجهًا الجهة العكسية وينزل بظهره على الخصم.

### كرة المدفع
Cannonball، ينقلب المصارع ويسقط بظهره على الخصم -يكون جالسًا في زاوية الحلبة-.